# 7448-as mellékút (Magyarország)
A 7448-as számú mellékút egy három kilométer hosszú, négy számjegyű országos közút Vas vármegyében. A Körmend-Zalalövő-Pankasz háromszögön belül kapcsol össze két települést, illetve két, többé-kevésbé észak-déli irányban húzódó, hosszabb útvonalat.

## Nyomvonala
A 7447-es útból ágazik ki, annak 10,400-as kilométerszelvénye közelében, Őrimagyarósd területén, az út korábbi irányának egyenes folytatásaként, nyugat-délnyugat felé (a 7447-es innen dél-délkelet felé folytatódik). 700 méter után kiágazik belőle dél felé a 74 169-es út: ez Szaknyér községbe vezet, és ott ér véget. (Szaknyér nem zsákfalu, mert elérhető keleti szomszédja, Hegyhátszentjakab felől is egy önkormányzati úton).
1,7 kilométer megtétele után Viszák területére lép és ott teljesen nyugatnak fordul, így húzódik tovább. 2,6 kilométer után éri el Viszák lakott területének keleti szélét, ott a Fő út nevet veszi fel. A Pankasz-Ivánc között húzódó 7449-es útba torkollva ér véget, pontosan annak 5. kilométerénél.
Teljes hossza, az országos közutak térképes nyilvántartását szolgáló kira.gov.hu adatbázisa szerint 2,976 kilométer.

## Hídjai
Egyetlen hídját sem tartják számon sem az 1945 előtt épült hidak, sem az 1945 után épült, 10 méternél hosszabb hidak között.